# イオンタウン鈴鹿
イオンタウン鈴鹿（イオンタウンすずか）は、三重県鈴鹿市庄野羽山にあるイオンタウンが運営しているショッピングセンターである。
同じイオングループのイオンモールが運営しているイオンモール鈴鹿と道を1本挟んで西側に位置している。
2011年11月21日、運営会社の商号変更に合わせ「ロックタウン鈴鹿ショッピングセンター」から「イオンタウン鈴鹿」に変更した。

## 概要
イオングループのショッピングセンター。隣接しているイオンモール鈴鹿とは運営会社が異なる全く別のショッピングセンターではあるが、入居テナントは同モールに入居していないテナントのみで構成されており、事実上補完する別棟として位置付けられている。そのため、当施設内には開業当時から食品スーパーは入居していない。
敷地西側のオープンエアモール棟は2階層の建築物で天井部は隙間が開いており、自然を体感しながらショッピングができる構造でニトリ、ユニクロ、西松屋などが入居している。
2階にはアミューズメント施設のAPINAがあり、ゲームセンターとボウリング施設が併設している。
別棟にはスシロー、あおい珈琲などの飲食店に加えてスーパー銭湯の花しょうぶがある。
また、ホームセンターコーナンには、ペットショップとDIY作業スペースが存在し、休日のレジャーに適したショッピングセンターとなっている。

### 沿革
- 2007年（平成19年）6月24日 - ロックタウン鈴鹿ショッピングセンターとして[要出典]開業[1]。
- 2011年（平成23年）11月21日 - 運営会社変更により施設名称を「ロックタウン鈴鹿ショッピングセンター」から「イオンタウン鈴鹿」に変更。[要出典]
- 2016年（平成28年）8月6日 - 100円ショップがセリアからダイソーに変更。[要出典]
- 2017年（平成29年）6月25日 - 核店舗であった「DCMカーマ鈴鹿中央通店」が閉店[広報 4]。

## テナント
主なテナントのみ紹介する。全テナントについてはフロアガイドを参照。
- コーナン（1階）
- ニトリ（1階・2階）
- ユニクロ[2]（1階）
- GU（1階）
- しまむら（1階）